# Торнгарсук

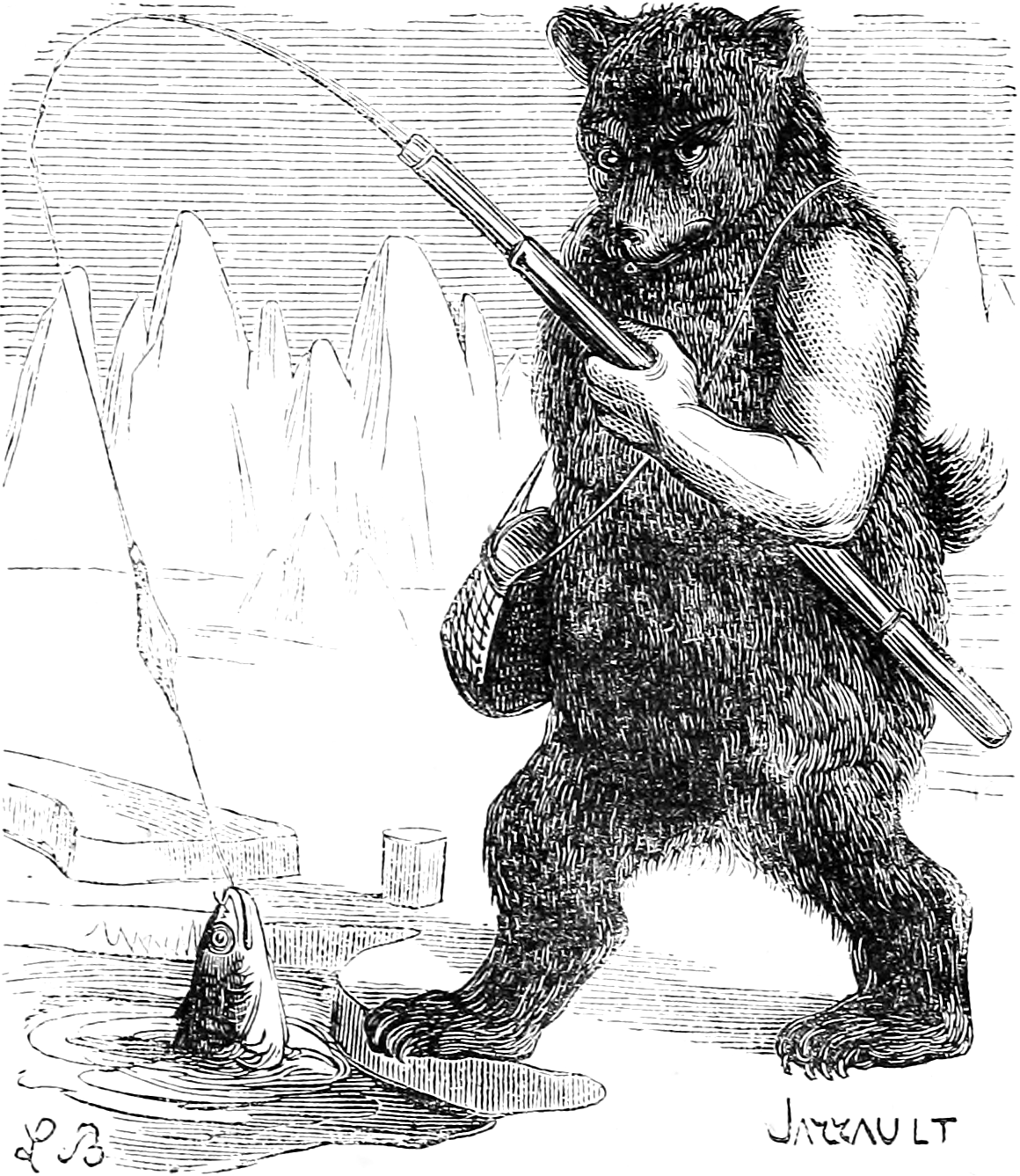
Торнгарсук, як описано в Dictionnaire Infernale, видання 1863 року.

У релігії інуїтів Торнгарсук (або Торнгасак ) — бог моря, смерті та підземного світу , одне з найважливіших божеств в інуїтському пантеоні. Кажуть, що він є очільником Торнату, групи богів-захисників. 
Торнгарсук зазначений як демон або дух у Dictionnaire Infernal, він же Tornatik, Torngarsoak, Torngasoak, Tungrangayak, Tornasuk тощо, є пустотливим демоном/духом, якому поклонялися, приносячи жертви, у Гренландії та північно-східних регіонах Канади.

## Опис
Торнгарсук — володар китів і тюленів і наймогутніша надприродна істота в Гренландії. Він з'являється у вигляді ведмедя, або однорукої людини, або як велика гуманоїдна істота, схожа на один із пальців руки. Він вважається невидимим для всіх, крім ангаккуїтів (знахарів або шаманів серед інуїтів ).
Ці суперечливі описи залишають нас невпевненими щодо його форми, але Торнгарсука, як великого духа або демона, закликають рибалки та шамани коли хтось захворює. Існують інші духи, невидимі для всіх, окрім шаманів, які навчають людей, як бути щасливими. Вони бачать у Торнгарсука свого благодійника; коли вони звертаються до нього, вони просять у нього щоб якщо він не прийде, то щоб він залишив їх в  "землі достатку». 

## Фамільяр
Кожен ангаккук зберігає фамільяра у шкіряній пляшці, якого він викликає та консультується, як з оракулом . Цей фамільяр знаходиться у вигляді  Торнгарсука у печері та приносить удачу, а також силу зцілення.

## Масова культура
- У популярній культурі термін або фраза Tornasuk і angekok найкраще відомі з простого та короткого посилання на цю частину інуїтської міфології та ідеології HP Lovecraft у його знаменитому оповіданні « Поклик Ктулху », де ці ідеї зображуються як частина культу «ескімоських дияволістів», які шанують Ктулху як аватар або матеріальну форму Торнгарсука. [3]
- У Marvel Comics Торнгарсук поєднується з елементами Ангути та Тулугаака як Годіак; головне божество північних богів і божественний дід учасника Польоту Альфа Снігова птиця . [4]

## Зовнішні посилання
- Царство марення